# Susanna Ceccardi

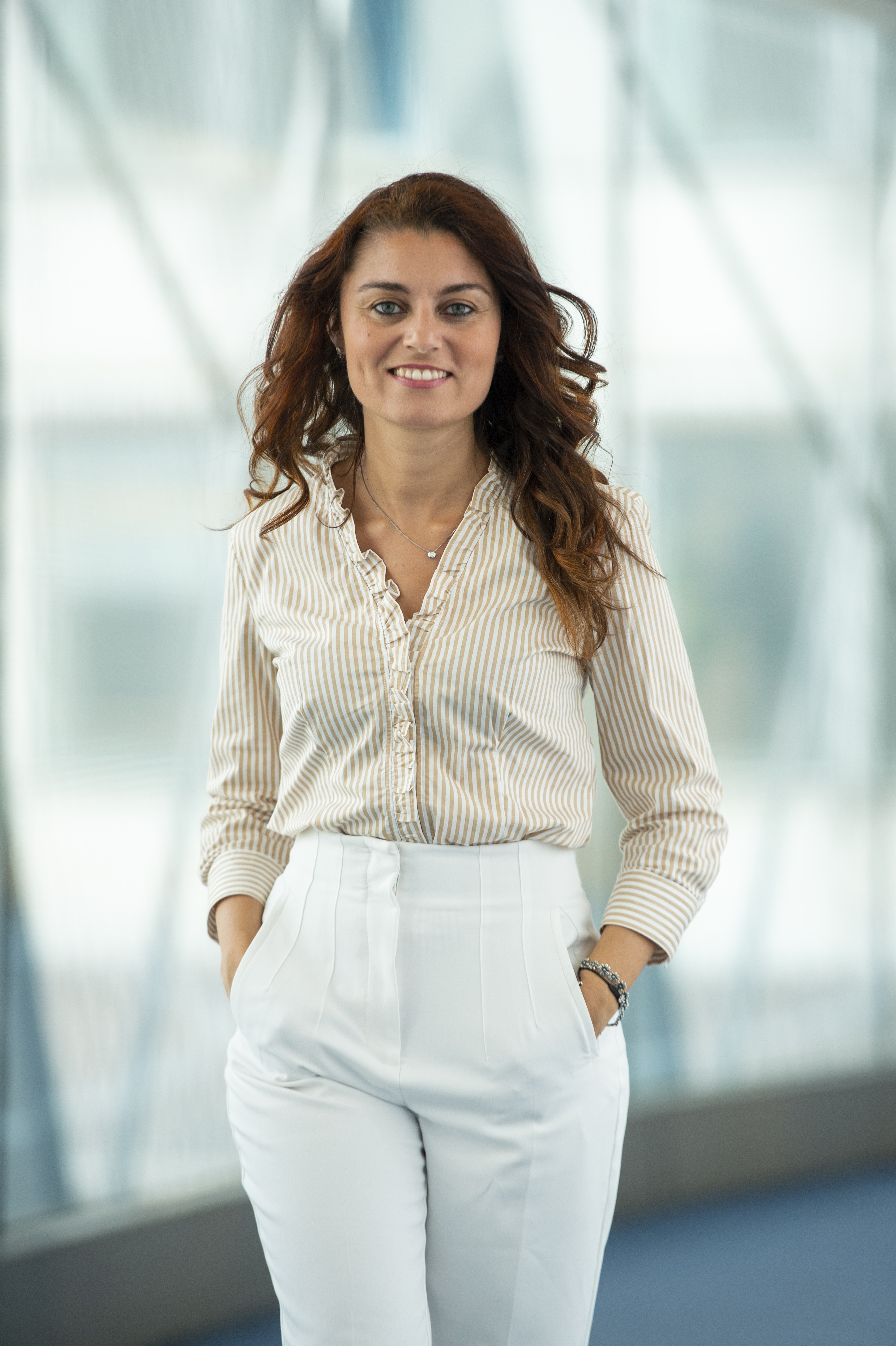
Susanna Ceccardi

Susanna Ceccardi (geboren am 19. März 1987 in Pisa) ist eine italienische Politikerin (Lega). Von 2016 bis 2019 war sie Bürgermeisterin von Cascina, einem Vorort von Pisa. Seit der Europawahl 2019 ist sie Mitglied des Europäischen Parlaments als Teil der ID-Fraktion.

## Leben

### Ausbildung
Väterlicherseits stammt Ceccardis Familie ursprünglich aus dem Dorf Vaglie bei Ligonchio in der Provinz Reggio Emilia, sie ist über ihren Großvater väterlicherseits eine entfernte Cousine von Iva Zanicchi. Nach ihrer Schulausbildung am humanistischen Gymnasium schrieb sich später an der juristischen Fakultät der Universität Pisa ein, wo sie ihre politische Tätigkeit als Studierendenvertreterin begann. Sie legte alle Prüfungen ab, machte aber nie ihren Abschluss.

### Politische Laufbahn
Als Mitglied der Lega Nord wurde sie 2011 in den Stadtrat von Cascina gewählt. Bei den Parlamentswahlen 2013 kandidierte sie für die italienische Abgeordnetenkammer, wurde aber nicht gewählt. Bei den Regionalwahlen 2015 in der Toskana kandidierte sie als erste der Nichtgewählten im Wahlkreis Pisa, wurde aber trotz 4.401 Vorzugsstimmen von ihrem Parteikollegen Roberto Salvini überrundet.
2016 kandidierte sie für das Amt der Bürgermeisterin von Cascina, erhielt 28,4 % der Stimmen und kam damit in den zweiten Wahlgang. Die Stichwahl gewann sie mit 50,3 %, während ihre Partei 21,3 % erhielt. Damit wurde erstmals seit über 70 Jahren in der Stadt eine Kandidatin der Rechten gewählt. Ihre Amtszeit war vor allem durch aufmerksamkeitserregende Aussagen geprägt: Sie stellte sich dezidiert gegen die Ehe für homosexuelle Paare, verlangte die Abschiebung von Flüchtlingen und verlieh dem „Islamkritiker“ Magdi Allam die Ehrenbürgerschaft der Stadt. Sie lehnte den Bau einer Moschee in Pisa strikt ab, gewährte jedoch der örtlichen senegalesischen Gemeinde einen öffentlichen Raum für die Feier des Id al-fitr und verlangte im Gegenzug eine entschiedene Verurteilung aller Gewalttaten im Zusammenhang mit dem islamischen Fundamentalismus.
Im September 2018 trat sie in den Beraterstab des Parteisekretärs Matteo Salvini ein, nachdem dieser Innenminister und stellvertretender Ministerpräsident in der Regierung Conte I geworden war. Sie beriet ihn in Sicherheitsfragen.

### Wechsel ins Europaparlament
2019 nominierte die Lega Ceccardi für den siebten Listenplatz für die Europawahl 2019 im Europawahlkreis Mittelitalien. Die Lega gewann in dem Wahlkreis haushoch 33,45 Prozent (plus 31 Prozent) 6 der 15 Mandate, sodass Ceccardi direkt einzog; sie selbst gewann 48.296 Vorzugsstimmen. Daraufhin trat sie von ihrem Amt als Bürgermeisterin von Cascina zurück, Dario Rollo übernahm das Amt zum 27. Juni 2019. Im Europäischen Parlament schloss sie sich der neugegründeten, rechtsextremen ID-Fraktion an. Für die Fraktion ist Ceccardi Mitglied im Ausschuss für auswärtige Angelegenheiten. Des Weiteren ist sie stellvertretendes Mitglied im Unterausschuss Menschenrechte.
Für die Regionalwahlen 2020 nominierten ein rechtes Parteienbündnis aus Lega, Fratelli d’Italia und Forza Italia Ceccardi für das Amt der Präsidentin der Region Toskana, unterstützt auch von Unione di Centro und Toscana Civica per il cambiamento. Sie erhielt 40,4 % der Stimmen und unterlag Eugenio Giani (Partito Democratico), der mit 48,6 % gewann. Das Mandat als Regionalrätin nahm sie nicht auf, um sich auf ihre Aufgaben im Europaparlament zu konzentrieren.
Sie ist in der 10. Legislaturperiode (2024–2029) des Europäischen Parlaments Mitglied im Ausschuss für bürgerliche Freiheiten, Justiz und Inneres sowie stellvertretendes Mitglied im Ausschuss für auswärtige Angelegenheiten, im Ausschuss für Umweltfragen, öffentliche Gesundheit und Lebensmittelsicherheit und im Ausschuss für die Rechte der Frauen und die Gleichstellung der Geschlechter. Zudem ist sie Teil der neu gegründeten Fraktion Patrioten für Europa.

### Privat
Ceccardi lebt zusammen mit Andrea Barabotti, Leiter des toskanischen Verbandes der Lega. Am 28. September 2019 bekam das Paar eine Tochter, Kinzica, nach der pisanischen Heldin Kinzica de’ Sismondi, die der Legende nach ihre Stadt vor der Invasion der Sarazenen von Mujāhid al-ʿĀmirī rettete.